# 김철명 (정치인)
김철명(金哲明, 1933년 3월 20일~)은 조선민주주의인민공화국의 정치인이다.

## 생애
일제강점기 조선 강원도 안변에서 태어나 김일성종합대학을 졸업했다. 1984년에는 당중앙위원회 후보위원으로 선출되었으며, 2년 뒤 최고인민회의 대의원으로 선출됐다.
1987년에는 김일성훈장을 수여받은 뒤, 사회과학자협회 제1부위원장을 지냈으며, 이후에 주체과학연구원장, 국제부장, 로동신문 책임주필, 기자동맹 중앙위원장, 조선공보위원회 위원장 등을 지냈다.